# Viorel Tănase (Fußballspieler, 1970)
Viorel Tănase (* 7. Oktober 1970 in Galați) ist ein ehemaliger rumänischer Fußballspieler und derzeitiger -trainer. Er bestritt insgesamt 457 Spiele in der rumänischen Divizia A und der israelischen Ligat ha’Al.

## Spielerkarriere
Die Karriere von Tănase begann im Jahr 1988 bei Oțelul Galați in seiner Heimatstadt, als er in den Kader der ersten Mannschaft kam, die seinerzeit in der Divizia A spielte. Nach dem Abstieg 1989 entwickelte er sich zum Stammspieler und kehrte mit seinem Klub im Sommer 1991 ins Oberhaus zurück. Dort steuerte er zehn Tore zum Klassenerhalt 1992 bei. Im Sommer 1993 erhielt er die Gelegenheit, zum rumänischen Spitzenklub Dinamo Bukarest zu wechseln, kehrte jedoch bereits Anfang 1994 nach Galați zurück. Nachdem der Klub in den folgenden Jahren gegen den Abstieg gekämpft hatte, konnte er sich mit seinem Team ab der Saison 1996/97 in der Spitzengruppe behaupten und für den UEFA-Pokal qualifizieren.
Nachdem Tănase in der Spielzeit 1998/99 erneut zehn Treffer erzielen konnte, holte ihn Maccabi Netanja nach Israel. Nach zwei Jahren kehrte er im Sommer 2001 zu Oțelul zurück, konnte jedoch nicht an seine frühere Torgefährlichkeit anknüpfen. Nach einem Jahr beim FC Argeș Pitești in der Saison 2003/04 spielte er noch drei Jahre für Galați, ehe er im Sommer 2007 seine aktive Laufbahn beendete.

## Nationalmannschaft
Tănase bestritt ein Spiel für die rumänische Nationalmannschaft, als er am 16. Februar 1994 im Freundschaftsspiel gegen Südkorea eine Halbzeit lang zum Einsatz kam, ehe er gegen Constantin Gâlcă ausgetauscht wurde.

## Trainerkarriere
Im Oktober 2009 wurde Tănase Cheftrainer von Dunărea Galați in der Liga II. Diesen Posten behielt er bis Januar 2012, als ihn Ligakonkurrent Farul Constanța unter Vertrag nahm. Sein Engagement bei Farul währte jedoch nur wenige Monate, bevor er im April 2012 wieder entlassen wurde. Im Sommer 2012 übernahm er mit FCM Bacău erneut einen Zweitligisten, erhielt im August 2012 aber die Möglichkeit, als Nachfolger von Dorinel Munteanu Cheftrainer seines früheren Klubs Oțelul Galați zu werden. Oțelul geriet in Abstiegsgefahr und im Januar 2013 trennten sich die Wege wieder. Tănase heuerte daraufhin abermals bei FCM Bacău an. Im September 2014 wurde er abermals entlassen. Im September 2016 übernahm er Cetate Deva in der Liga III, verließ den Klub im April 2017 aber wieder. Seit Juni 2017 ist er Assistenztrainer von Nicolae Dică beim FCSB Bukarest.

## Erfolge als Spieler
- Aufstieg in die Divizia A: 1991
- Qualifikation zum UEFA-Pokal: 1997, 1998